# Артиллерийская бригада (Сальвадор)
Артиллерийская бригада (исп. Brigada de Artilleria) — единственное артиллерийское подразделение армии Сальвадора.

## История
Первые артиллерийские орудия на территории генерал-капитанства Гватемала появились в колониальные времена, это были дульнозарядные бронзовые пушки в испанских гарнизонах. Они использовались в ходе войны за независимость испанских колоний, а после распада Центральноамериканской федерации в 1838 году и провозглашения независимости республики Сальвадор - остались на территории страны.
В соответствии с правительственным декретом от 6 февраля 1841 года предусматривалось создание постоянной армии в составе нескольких пехотных батальонов двухротного состава (численностью по 400 солдат и офицеров каждый), одного кавалерийского эскадрона численностью 100 всадников (из двух кавалерийских отрядов) и одной артиллерийской бригады.
В конце XIX века были закуплены несколько стальных немецких 75-мм пушек Круппа. В начале XX века артиллерийский полк был размещён в казармах «El Zapote» в столице, вооружён холодным оружием, закупленными в США однозарядными винтовками Remington Rolling Block rifle под патрон 7 × 57 мм и несколькими картечницами Гатлинга, но после 1920 года личный состав был перевооружён 7-мм магазинными винтовками «маузер» чилийского производства.
Начавшийся в 1929 году всемирный экономический кризис тяжело отразился на экономике страны и ухудшил положение широких слоёв населения. 2 декабря 1931 года в результате военного переворота президентом стал генерал М. Эрнандес Мартинес, установивший диктаторский режим. В январе 1932 года в стране началось восстание, в котором приняло участие не менее 40 тыс. батраков и крестьян. Повстанцы заняли ряд городов и селений, но затем были разгромлены правительственными войсками. Введённое в стране военное положение действовало до 1941 года и войска выполняли полицейские функции.
При сохранении военно-политического сотрудничества с США, в 1930е годы правящие круги страны открыто симпатизировали идеям фашизма, гитлеровской Германии (немецкая военная миссия действовала до 1939 года) и Италии.
После начала второй мировой войны в сентябре 1939 года США стали основным рынком сбыта и единственным поставщиком промышленных изделий и горючего для Сальвадора, влияние США в стране стало увеличиваться.
В декабре 1941 года, вслед за США, Сальвадор объявил войну Германии, Италии и Японии. После этого, 2 февраля 1942 года было подписано соглашение о предоставлении Сальвадору военной помощи из США по программе ленд-лиза, в соответствии с которым армия Сальвадора начала получать технику, вооружение, боеприпасы, униформу и иное военное имущество по программе ленд-лиза.
В частности, по программе ленд-лиза из США были получены девять 37-мм противотанковых пушек М3 и 400 шт. 37-мм снарядов к ним (которые были переданы в артиллерийский полк).
После того, как в 1943 году Мартинес повысил налоги, недовольство диктатором усилилось, в апреле 1944 года против него началось восстание (в котором участвовали 1-й пехотный полк и артиллерийский полк сальвадорской армии).

### 1944—1979
В условиях начавшейся «холодной войны» 6 мая 1946 года президент США Гарри Трумэн в послании конгрессу «Межамериканское военное сотрудничество» объявил о намерении «провести стандартизацию вооружения и военного обучения в западном полушарии под единым руководством США». После подписания в 1947 году в Рио-де Жанейро Межамериканского договора о взаимной помощи поставки вооружения, боеприпасов и иного военного имущества из США в Сальвадор были продолжены.
Началось постепенное перевооружение войск на американское вооружение, технику и снаряжение времён второй мировой войны. Кроме того, в Европе было закуплено значительное количество чехословацких 7,92-мм магазинных винтовок vz.24 (которые поступили на вооружение армейских подразделений). 
В 1941 — 1962 годы численность вооружённых сил составляла 3 тыс. человек в составе пяти «территориальных дивизий» неполного штата. Боевое развёртывание всех существующих воинских частей (15 пехотных, 1 кавалерийский и 1 артиллерийский полк) было предусмотрено только с началом мобилизации.
После победы Кубинской революции в январе 1959 года с США были заключены новые соглашения (об экономической помощи, поставках военного снаряжения и вооружения, пребывании в Сальвадоре американской военной миссии и др.).
В 1968—1969 гг. отношения с Гондурасом ухудшились, и в 1968 году в США были заказаны, а в 1969 году - получены тридцать снятых с вооружения 105-мм гаубиц М101А1. 23 июня 1969 года правительство Сальвадора объявило призыв резервистов и начало мобилизационные мероприятия (начался ремонт имеющейся военной техники, в войска начал поступать мобилизованный из гражданского сектора экономики автотранспорт, на шасси американских 2,5-тонных армейских грузовиков M35 были построены 12 бронемашин «Rayo»).
14 июля 1969 года, во второй половине дня, сальвадорские вооружённые силы начали наступление, в котором участвовали пять пехотных батальонов и девять рот Национальной гвардии, сведённые в две боевые группы под командованием генерала Хосе Альберто Медрано. Наступление развивалось вдоль основных дорог, соединяющих две страны, в направлении городов Грасьяс и Нуэва Окотепеке.
В ходе «100-часовой войны» (14-20 июля 1969) артиллерия и миномёты армии Сальвадора вели огонь по позициям войск Гондураса, а бронегрузовики «Rayo» применялись для перевозки пехоты, военных грузов и эвакуации раненых, а также в качестве бронированных тягачей для буксировки 75-мм гаубиц M1.
После окончания боевых действий отношения с Гондурасом оставались сложными, а обстановка внутри страны ухудшилась из-за возвращения в Сальвадор значительного количества беженцев из Гондураса. Победа на президентских выборах 1972 года представителя консерваторов полковника Артуро Армандо Молина вызвала острый политический кризис и попытку вооружённого переворота, предпринятую 25 февраля 1972 года группой молодых офицеров (в которой участвовали военнослужащие 1-й пехотной бригады и артиллерийской бригады сальвадорской армии). Бои в столице продолжались 18 часов. 
По состоянию на 1978 год, «артиллерийская бригада» представляла собой артиллерийский полк.

### 1980—1992
После начала на рубеже 1979—1980 гг. боевых действий против повстанцев ФНОФМ началось увеличение численности вооружённых сил страны. 
До начала 1980х гг. военнослужащие сальвадорской армии (в том числе, артиллерийской бригады) были обмундированы в однотонную оливково-зелёную униформу OG-107. В 1980е годы военнослужащие бригады получили новое американское оружие (автоматы М16А1, карабины CAR-15 и др.) и экипировку (американский пятнистый армейский камуфляж «Woodland», армейские ботинки и др.). Перевооружение бригады на М16А1 было проведено в июле 1984 года.
В 1983 году в США были заказаны, а в 1984 году - получены тридцать шесть снятых с вооружения 105-мм гаубиц М102, в мае 1984 года они были доставлены в Сальвадор, выгружены в порту Акахутла и в дальнейшем переданы в артиллерийскую бригаду.

### После 1992
После подписания соглашений в Чапультепеке и окончания гражданской войны в 1992 году началась демобилизация.
После уменьшения численности войск до уровня мирного времени часть вооружения и техники была отремонтирована, законсервирована и поставлена на хранение, в условиях сокращения военных расходов личный состав был переодет в копию американского камуфляжа «Woodland» местного производства.
В 2019 году в Испании были закуплены ещё 12 гаубиц.

## Современное состояние
В период после 1992 года «артиллерийская бригада» фактически представляет собой артиллерийский полк, который состоит из штаба, двух дивизионов полевой артиллерии (на вооружении которых находятся буксируемые 105-мм полевые гаубицы) и одного зенитно-артиллерийского дивизиона (на вооружении которого находятся 20-мм автоматические зенитные орудия). Также в бригаде имеется автомобильная техника (армейские грузовики производства США).
Личный состав обмундирован в пятнистый камуфляж местного производства с подсумками A.L.I.C.E. (каски М1 также используются с камуфлированным тканевым чехлом), вооружён стрелковым оружием американского производства, полученным по программе военной помощи из США в 1980е годы (рядовые и сержанты вооружены 5,56-мм автоматами М-16А1, у офицеров автоматические карабины CAR-15 и 9-мм пистолеты).
На вооружении подразделения почётного караула (шесть солдат, охраняющих знамя бригады во время ежегодного военного парада и иных торжественных мероприятий) по меньшей мере до 2017 года оставались 7,92-мм магазинные винтовки vz.24. 
На униформе каждый военнослужащий имеет прямоугольную нарукавную нашивку с надписью "ARTILLERIA".